# Berg (Norvegia)
Berg este o comună situată în partea de NV a Norvegiei, pe insula Senja, în provincia Troms. Are în componență 9 localități (între paranteze, numărul de locuitori în 2001): Senjahopen (367), Mefjordvær (179), Ersfjord (41), Steinfjord (35), Bøvær (15), Skaland (248), Bergsbotn (104), Strømsnes (67), Hamn (13). Reședința comunei este Skaland.